# Eystur
La commune d'Eystur est une commune des îles Féroé se situant sur la partie orientale de l'île de Eysturoy (Eystur signifie « est » en féroïen). Elle a été créée le 1er janvier 2009 d'une fusion des communes de Leirvík et Gøta.
C'est sur le territoire de cette commune que se trouvent les villes de Leirvík, Norðragøta (chef-lieu), Gøtueiði, Gøtugjógv et Syðrugøta.

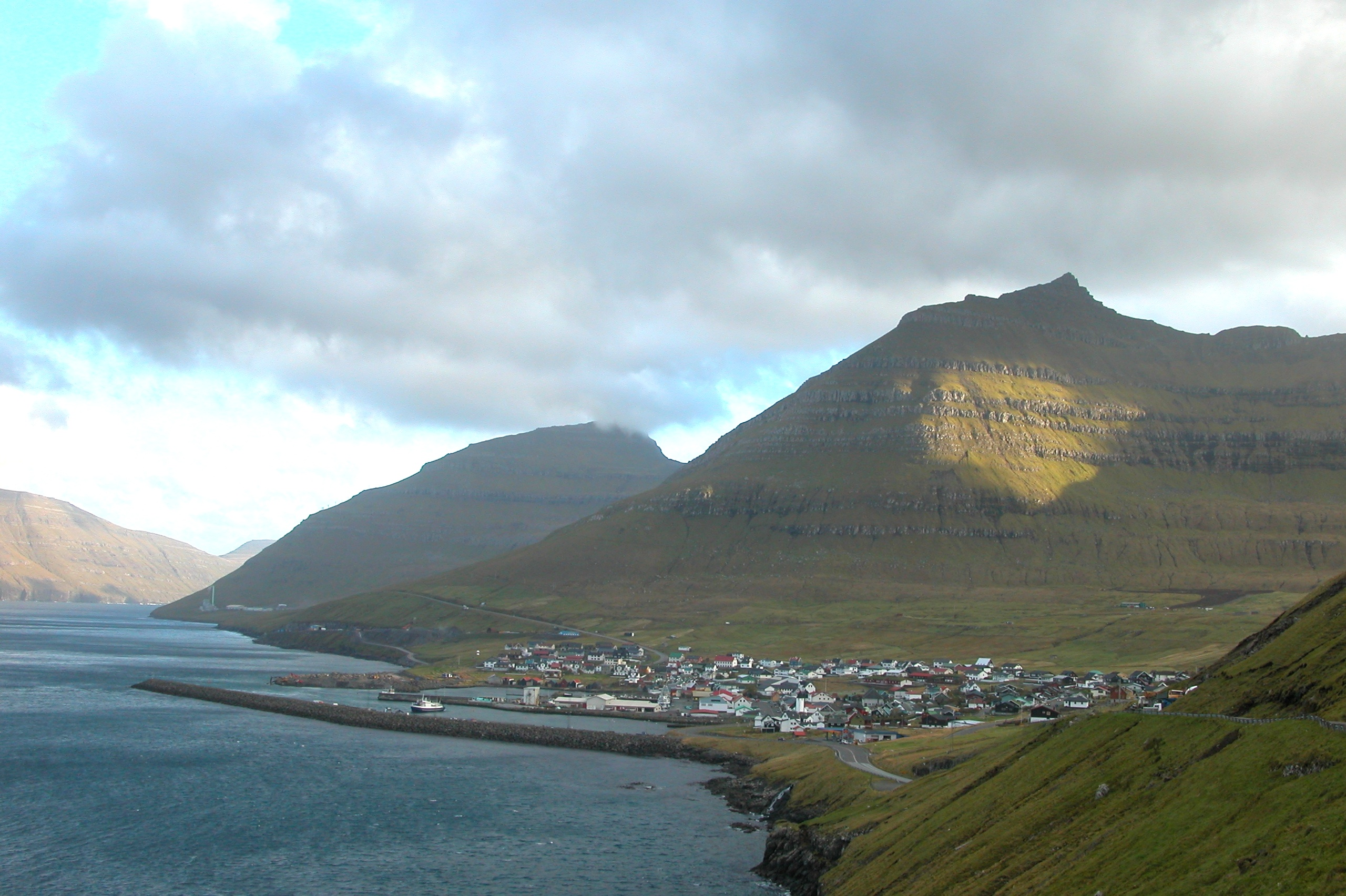
Leirvík à Eysturoy, îles Féroé.